# Deckengemälde im Schlafzimmer König Augusts II. im Dresdner Residenzschloss

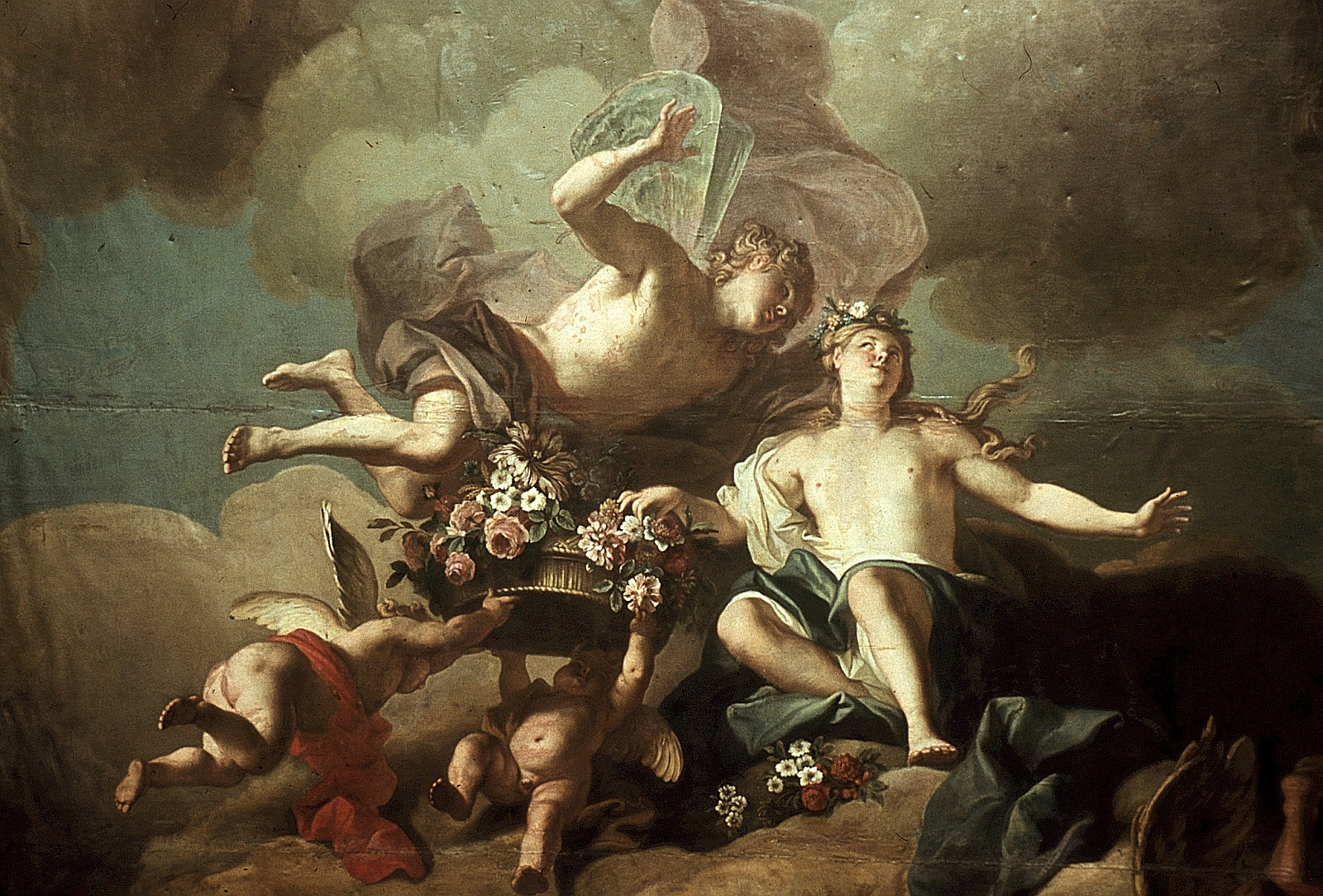
Detailbild

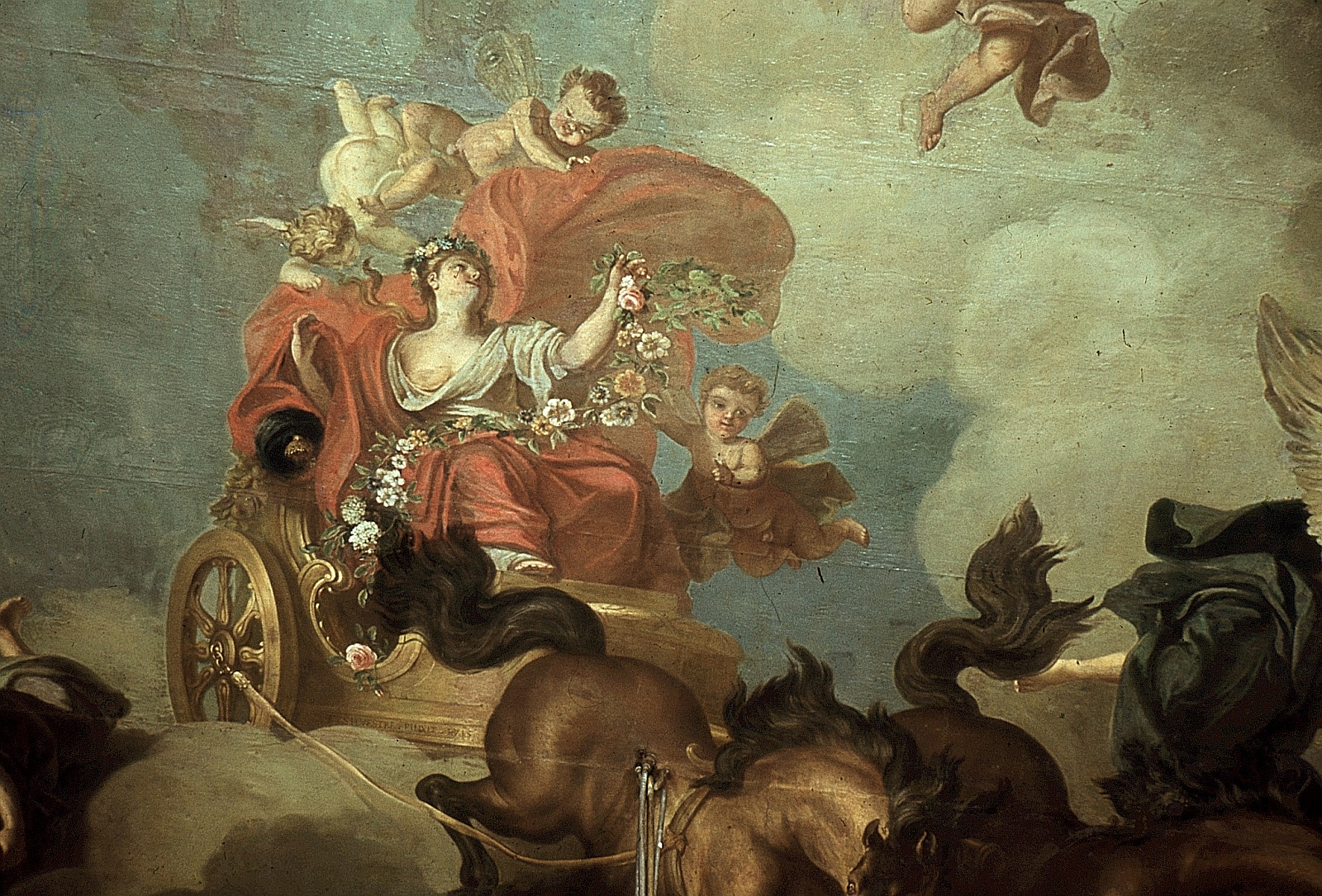
Detailbild: Aurora

Das Deckengemälde im Schlafzimmer König Augusts II. im Dresdner Residenzschloss wurde 1715 von Louis de Silvestre in Paris geschaffen. Mit dem Thema „Aurora, die Welt erweckend“ zeigte das Gemälde die vier Tageszeiten mit Aurora und Luna im Mittelpunkt.
Im Februar 1945 wurde das Gemälde bei den Luftangriffen auf Dresden infolge der Brände im Dresdner Residenzschloss zerstört. Von 2016 bis 2018 wurde das Deckengemälde nach historischen Fotografien originalgetreu rekonstruiert.

## Geschichte
Der in sächsischen Diensten stehende Raymond Leplat konnte für die Deckenausmalung des Schlafzimmers Augusts des Starken den Maler Louis de Silvestre gewinnen. Dieser schuf im Jahre 1715 in Paris das Gemälde und brachte es im Jahre 1716 nach Dresden mit. Das Gemälde für das Schlafzimmer war seine erste Arbeit für Dresden.

## Beschreibung
Es werden zur Beschreibung einige Beschreibungen zitiert, zuerst Gustav Otto Müller, der in seinem Werk über die vergessenen und halbvergessenen Dresdner Künstler das Thema des Deckenbildes charakterisiert:

„Das Bild, welches die vier Tageszeiten mit allegorischen Figuren vorstellt, zeigt an dem Ende des Saales, wo das Bett stand, in finsterem Gewölk die Nacht mit den allegorischen Figuren des Schlafes, des Traumes etc. Der Vollmond und umherflatternde Eulen vervollständigen diesen Theil des Gemäldes, in dessen Mitte auf einem Wagen Aurora thront, von Zephyr und den Horen umgeben, welche Thau auf die Erde giessen und mit Glöckchen und Tuba die schlafende Welt erwecken. An der Seite sieht man einen geharnischten Reiter im Forttraben begriffen; es ist Hesperus, der Abendstern. Am anderen Ende des Gemaches steigt zur Seite auf weissem Viergespann der strahlende Sonnengott in die Höhe, in der äussersten Ecke des Saales auf weissem Rosse Lucifer, der Morgenstern, Auf dem Wagen der Göttin der Mörgenröthe steht die Bezeichnung: ‚L. Silvestre 1715‘“

Cornelius Gurlitt beschreibt das Bild im Inventar der sächsischen Bau- und Kulturdenkmäler so:

„Das Mittelbild zeigt etwas schwere und bunte Farben. Dargestellt ist als Hauptfigur eine mit Blumen bekränzte Aurora, die in einem von braunen Pferden gezogenen Wagen sitzt. Sie streut Blumen aus, während Genien sie umschweben. Ein Knabe mit einer Fackel schwebt ihr voran. Weiter aufwärts sitzt Venus mit einem Blumenkorbe, umgeben von Genien. Ein Jüngling schwebt zu ihr herab, ein Windgott fliegt nach unten, wo im tiefen Dunkel Fledermäuse und Eulen fliegen, während eine männliche Gestalt einen Schleier über die Kugel des Mondes breitet. Auf der Hohlkehle ist ein glänzender Jüngling auf einem Schimmel oberhalb der Aurora dargestellt. Hinter ihm geht die Sonnenscheibe auf, vor der die Köpfe des Viergespannes sichtbar werden. Das Ganze ist wohl als eine Apotheose der Gräfin Maria Aurora von Königsmark zu betrachten, die 1694 nach Dresden kam und schon 1698 Coadjutorin von Quedlinburg wurde.“

Die Deutung Gurlitts im Inventar der sächsischen Bau- und Kulturdenkmäler wird von Harald Marx abgelehnt. Er begründet dies mit der Datierung aus dem Jahr 1715; daher könne es nicht die Apotheose der Gräfin Maria Aurora von Königsmarck sein.
Der Führer durch das ehemalige Dresdener Residenzschloß und die Ausstellung August der Starke und seine Zeit aus dem Jahr 1933 beschreibt auch das Gemälde:

„An Stelle der sogenannten Brandenburgischen Gemächer nach dem großen Schloßbrand von 1701 nach den Plänen des Architekten Raymond Leplat eingerichtet. Decke, auf Leinwand von Luis Silvestre 1715 in Paris gemalt: Die vier Tageszeiten, in der Mitte Aurora, die Morgenröte, Die Wände mit grünem Samt bespannt, die Flächen mit pilasterartigen Streifen von Applikatione, farbiger Goldbrokat auf rotem Samt.“

Diese Deutung wird von Harald Marx genauso abgelehnt. Es könne sich nicht um die Deutung des Bildes als Darstellung der vier Tageszeiten handeln. Nach Marx ist die richtige Deutung alleine Roger-Armand Weigert in seinem Katalog der Werke de Silvestres gelungen: L’Aurore éveillant le monde; Aurora erweckt die Welt.
Harald Marx beschreibt das Gemälde folgendermaßen. In der Mitte des Bildes werde Aurora, die Göttin der Morgenröte, dargestellt, mit Blumen bekränzt und eine Blumengirlande haltend. Sie steht in dem prunkvollen Wagen, der von zwei braunen Pferden gezogen wird. Über ihr eine geflügelte Putte mit einer Fackel, womit hingewiesen werden soll, dass Aurora als Lichtbringerin auch mit einer Fackel dargestellt wird. Vor der Göttin Aurora schwebt eine geflügelte weibliche Figur, mit Tuba und Glöckchen die Welt aufweckend. Eine andere weibliche Figur hat einen Krug, mit dem sie Tau ausgießt. Sie liegt gleich neben dem Rad von Auroras Wagen. Die beiden weiblichen Gestalten seien nach Marx als Horen zu verstehen, Göttinnen der Ordnung in der Natur. Sie sorgen für die Ordnung der wechselnden Jahreszeiten, öffnen und schließen die Tore des Himmels und werden deshalb mit Aurora zusammen dargestellt.
Unterhalb des Wagens der Aurora werde Zephir dargestellt. Er steht bei einem Blumenkorb, der von zwei Putten gehalten wird. Zephir, der Südwestwind, ist ein Jüngling mit Schmetterlingsflügeln. Er wird flankiert von seiner Gemahlin Chloris, der „Blühenden“. Neben diesem Paar befinden sich die Gestalten der drei anderen Hauptwinde, Notos, der Südwind, Boreas, der Nordwind und Euros der Ostwind. Denn die Göttin der Morgenröte erscheint auf ihrem Prunkwagen mit Windeshauch.
Am Ende des Saales, wo früher das Bett stand, noch unterhalb der oben besprochenen Figurengruppe, befinden sich in dunklen Wolken Personifikationen des Schlafes und des Traumes, sowie umherfliegende Eulen und Fledermäuse. Seitlich ein geharnischter Reiter: Hesperus oder Noctifier, der Abendstern.
Am anderen Ende des Deckengemäldes steigt zwischen lichtdurchfluteten Wolken vor der aufgehenden Sonne das Gespann des Apollo (Helios) mit vier Pferden herauf. Von dieser Figurengruppe sind zuerst nur die Pferdeköpfe zu sehen. In Verbindung mit der aufgehenden Sonne ist nach Marx ein in Wolken galoppierender, nur mit wehendem Mantel bekleideter Jüngling zu sehen, der mit Schwert und Lanze bewaffnet ist: Phosphorus oder Lucifer, der Morgenstern. Denn Aurora sei mit dem Titanen Asträus vermählt, daher gilt Aurora nicht nur als Mutter der Winde, sondern auch als Mutter Lucifers, des Morgensterns.
Ein Kupferstich aus dem Jahr 1719 zeigt das Schlafzimmer Augusts des Starken anlässlich des Empfanges der Kronprinzessin am 17. August 1718 samt Deckengemälde.

## Zerstörung und Neufassung
Das Deckengemälde wurde am 13. Februar 1945 zusammen mit den Schlossräumen zerstört. 
Während Inventar-Ausrüstungen der Räume durch Auslagerung vor der Vernichtung bewahrt werden konnten, war dies für die bildlichen Darstellungen nicht möglich. 
Deshalb wurden die Deckengemälde beim Aufbau der Paraderäume im Dresdner Residenzschloss nach den alten Fotos in den Jahren 2016/18 rekonstruiert. In dieser neuen Fassung sind sie jetzt seit September 2019 wieder Teil der erlebbaren Räume im 2. Obergeschoss des Dresdner Schlosses.